# Poliénas
Poliénas ist eine französische Gemeinde mit 1.114 Einwohnern (Stand: 1. Januar 2022) im Département Isère in der Region Auvergne-Rhône-Alpes. Die Gemeinde liegt im Arrondissement Grenoble und gehört zum Kanton Tullins. Die Einwohner werden Poliénois genannt.

## Geographie
Poliénas liegt etwa 21 Kilometer westnordwestlich von Grenoble an der Isère, die die Gemeinde im Osten begrenzt. Umgeben wird Poliénas von den Nachbargemeinden Tullins im Norden, Saint-Quentin-sur-Isère im Nordosten, La Rivière im Osten, L’Albenc im Süden, Chantesse im Westen sowie Cras und Morette im Nordwesten.
Durch die Gemeinde führt die Autoroute A48. 

## Bevölkerungsentwicklung
| Jahr                       | 1962 | 1968 | 1975 | 1982 | 1990 | 1999 | 2006 | 2017 |
| -------------------------- | ---- | ---- | ---- | ---- | ---- | ---- | ---- | ---- |
| Einwohner                  | 650  | 644  | 605  | 737  | 908  | 917  | 1048 | 1188 |
| Quellen: Cassini und INSEE |      |      |      |      |      |      |      |      |

## Sehenswürdigkeiten
- Kirche Saint-Jean-Baptiste
- Burgruine von Châteauneuf aus dem 11. Jahrhundert
- Wehrhäuser aus dem 15. Jahrhundert

## Weblinks

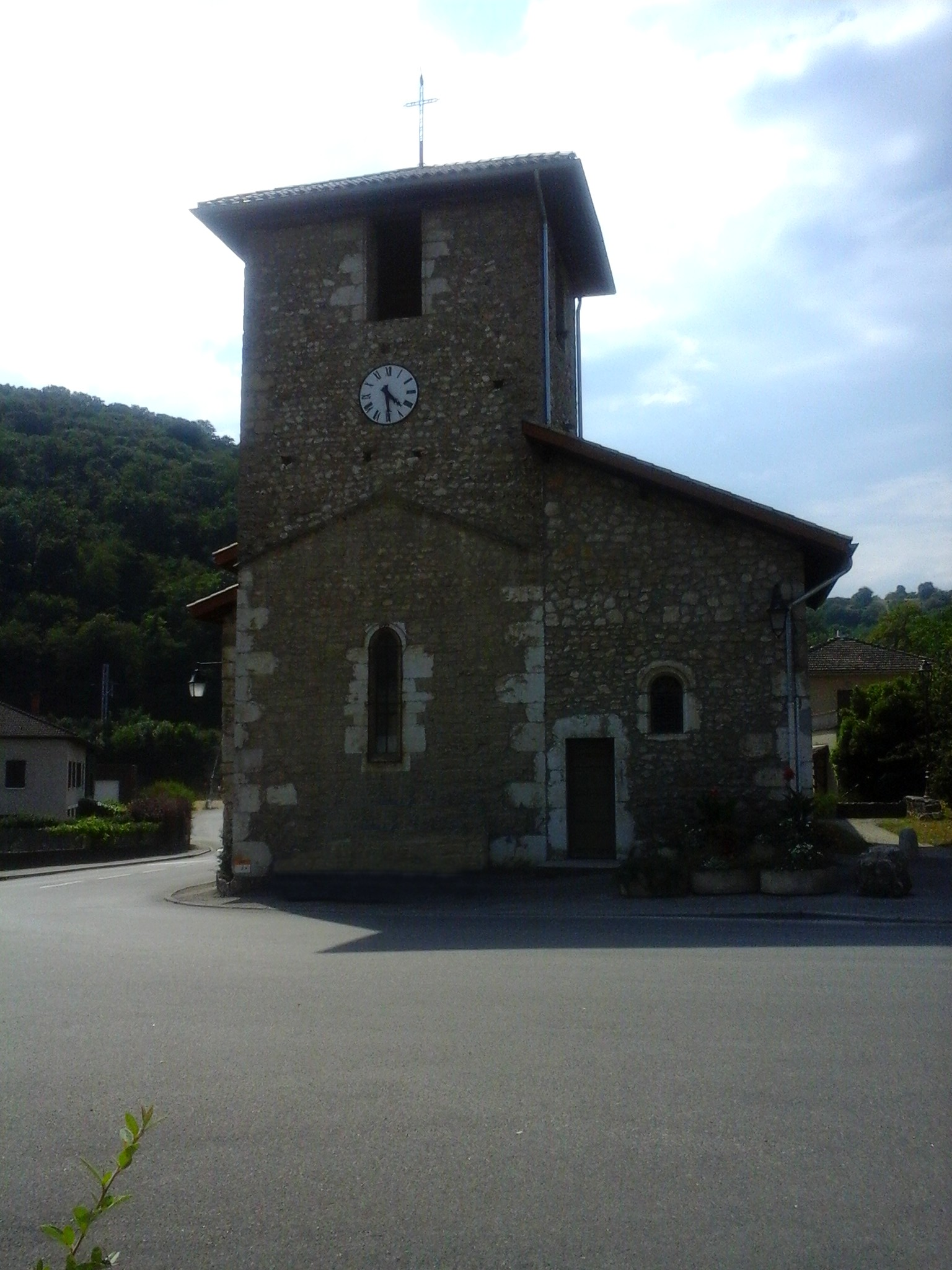
Kirche Saint-Jean-Baptiste